# Dámasa Cabezón
Dámasa Cabezón (Salta, 1792 - Valparaíso, 17 de março de 1861) foi uma educadora chileno-argentina, pioneira na educação para mulheres na América do Sul no século XIX. Filha do educador espanhol José León Cabezón, fundou institutos educativos para garotas em Santiago de Chile (1838) e em La Paz, Bolívia (1845). Em Chile considera-se-lhe a criadora da primeira geração de escolas laicas chilenas para mulheres. 

## Biografia
Dámasa Cabezón foi filha de María Martínez Outes e do educador espanhol José León Cabezón. Seu pai tinha emigrado da Espanha a Salta, no Virreinato do Rio da Prata, onde fundou uma escola para os meninos da classe alta virreinal.  Em 1820, quando vivia em Buenos Aires, deu refúgio a Javiera Carreira quando foi perseguida pelo governo após intervir para salvar a vida de seus irmãos.
Em 1828 acompanhou seu pai a Santiago do Chile, onde recebeu a protecção da família Carreira.  Começou a ensinar latín numa escola similar à de Salta que tinha fundado seu pai.

### Carreira
Em 1832, junto com sua irmã Manuela, Cabezón abriu em Santiago uma escola para garotas que dirigiu até 1845.  Nesse ano, se mudou a La Paz, onde tinha sido contratada pelo governo de José Ballivián para estabelecer um instituto educativo para mulheres similar ao que tinha fundado no Chile. Este instituto formou, entre outras garotas, à futura compositora boliviana Modesta Sanginés Uriarte. [6]
Quando voltou de Bolívia em 1848, dirigiu uma escola na Serena durante a maior parte da década de 1850, antes de se retirar a Valparaíso, onde morreu em março de 1861.  A historiadora Joyce Contreras Villalobos escreveu que as tentativas de Cabezón foram os primeiros em estabelecer institutos laicos de educação feminina no Chile. 